# Wilhelm Brese

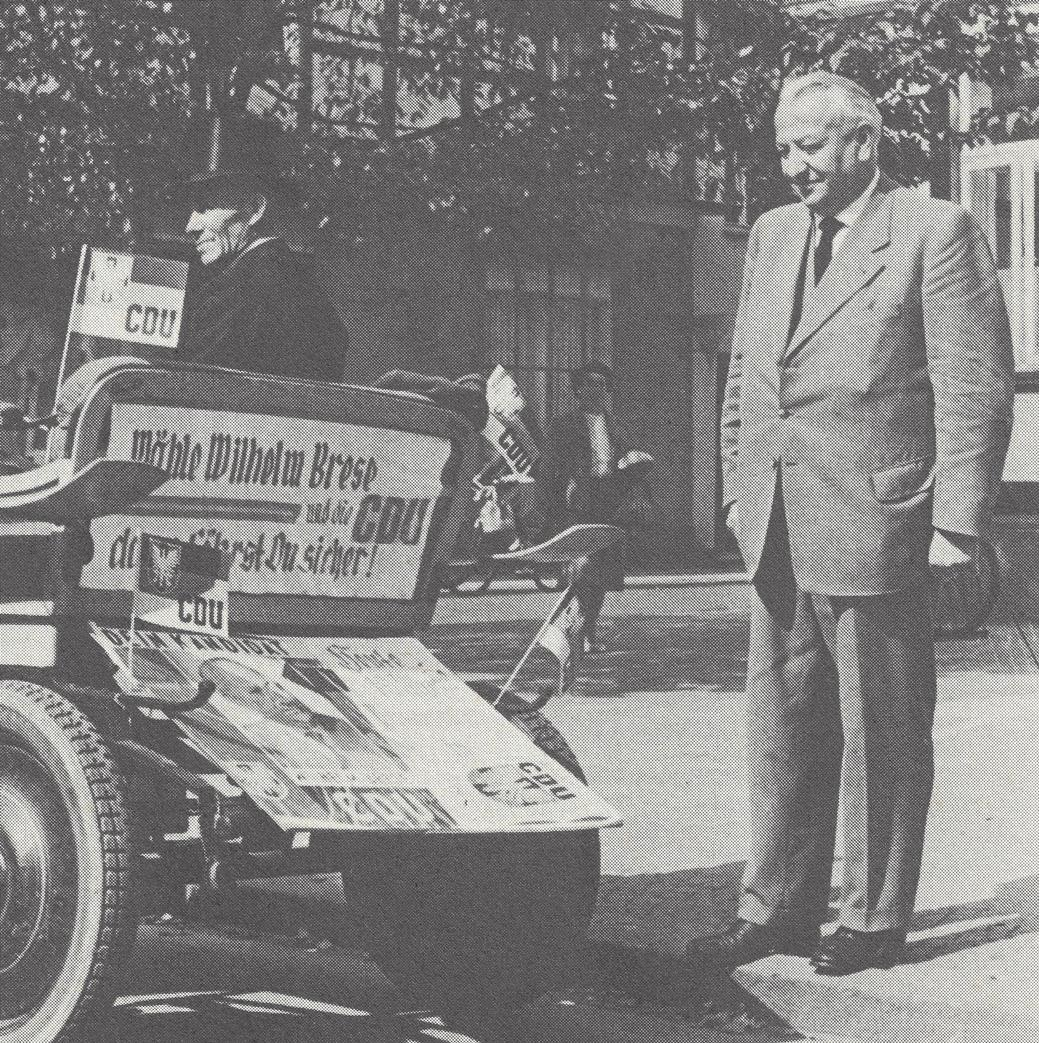
Brese zur Kreistagswahl 1952

Wilhelm Brese (* 28. Dezember 1896 in Scharnhorst; † 9. März 1994 in Celle) war ein deutscher Politiker (DNVP, CNBL, CDU).

## Leben und Beruf
Brese, der evangelischen Glaubens war, besuchte nach der Volksschule das Lehrerseminar in Uelzen. Die Ausbildung unterbrach er, um während des Ersten Weltkrieges im Hannoverschen Füsilier Regiment Nr. 73 (Gibraltarfüsiliere) zu dienen. Diesem Regiment gehörten u. a. die Schriftsteller Hermann Löns und Ernst Jünger an. Aufgrund einer Handverletzung wurde Brese jedoch nur im Stabsdienst eingesetzt. 1918 beendete er seine berufliche Ausbildung, trat in den Schuldienst ein und wurde Volksschullehrer, zunächst in seinem Heimatort Scharnhorst, später in Marwede. 1923 schied er aus dem Schuldienst aus, um den Bauernhof, den seine Frau geerbt hatte, zu bewirtschaften. Nebenberuflich war er Vorsitzender der Spar- und Darlehenskasse Eschede. Außerdem stand er dem Kirchenvorstand in Eschede vor.

## Partei

Hof Brese in Marwede

Brese trat 1924 in die Deutschnationale Volkspartei ein. 1928 schied er aus Protest gegen die Dominanz der ostelbischen Großagrarier wieder aus und beteiligte sich an der Gründung der Christlich-Nationalen Bauern- und Landvolkpartei, deren Vorsitzender für den Bezirk Hannover-Ost er bis zur Auflösung 1933 war. Am 12. August 1937 beantragte Wilhelm Brese die Aufnahme in die NSDAP und wurde rückwirkend zum 1. Mai desselben Jahres aufgenommen (Mitgliedsnummer 5.313.732).
1945 beteiligte sich Brese an der Gründung der CDU im Landkreis Celle und war dort von 1946 bis 1966 auch Kreisvorsitzender sowie zeitweilig Bezirksvorsitzender im Bezirksverband Lüneburg.

## Abgeordneter
Brese war vor 1933 Kreistagsabgeordneter im Landkreis Celle.
1948/49 war Brese Mitglied des Wirtschaftsrates. Dem Deutschen Bundestag gehörte er von 1949 bis 1969 an. Bei den ersten drei Bundestagswahlen zog er über die Landesliste der CDU Niedersachsen ins Parlament ein. 1961 und 1965 gewann er das Direktmandat im Wahlkreis Celle. Aufgefallen ist er im Bundestag dadurch, dass er stets für eine solide Haushaltsführung eintrat und sich gegen Staatsverschuldung sowie ein Aufblähen der öffentlichen Verwaltung einsetzte, was ihm auch den Beinamen Spar-Willy eintrug.
Außerdem lehnte er stets alle Initiativen zur Verbesserung der Arbeitssituation der Abgeordneten (von Mitarbeiterstellen über die Schaffung einer Bibliothek bis zum Bau des Abgeordnetenhochhauses Langer Eugen) mit dem Argument ab, eine Verbesserung der Strukturen in Bonn führe dazu, dass sich die Abgeordneten dort häuslich einrichteten und vergäßen, dass eigentlich Berlin die Hauptstadt sei.
In der ganzen Bundesrepublik bekannt wurde er durch einen parlamentarischen Überraschungserfolg: In der dritten Lesung eines der jährlich vom Bundestag neu zu verabschiedenden Haushaltsgesetze beantragte er als Einzelabgeordneter, jede vierte 1955 frei werdende Beamten- oder Angestelltenstelle nicht wieder zu besetzen, um so den Weg in den Schuldenstaat zu bremsen. Dies wurde mit einer Zufallsmehrheit Gesetz, 1956 jedoch nicht wieder übernommen. In Teilen der CDU machte er sich damit höchst unbeliebt. (Vgl. Brese 1976: 98 f.)

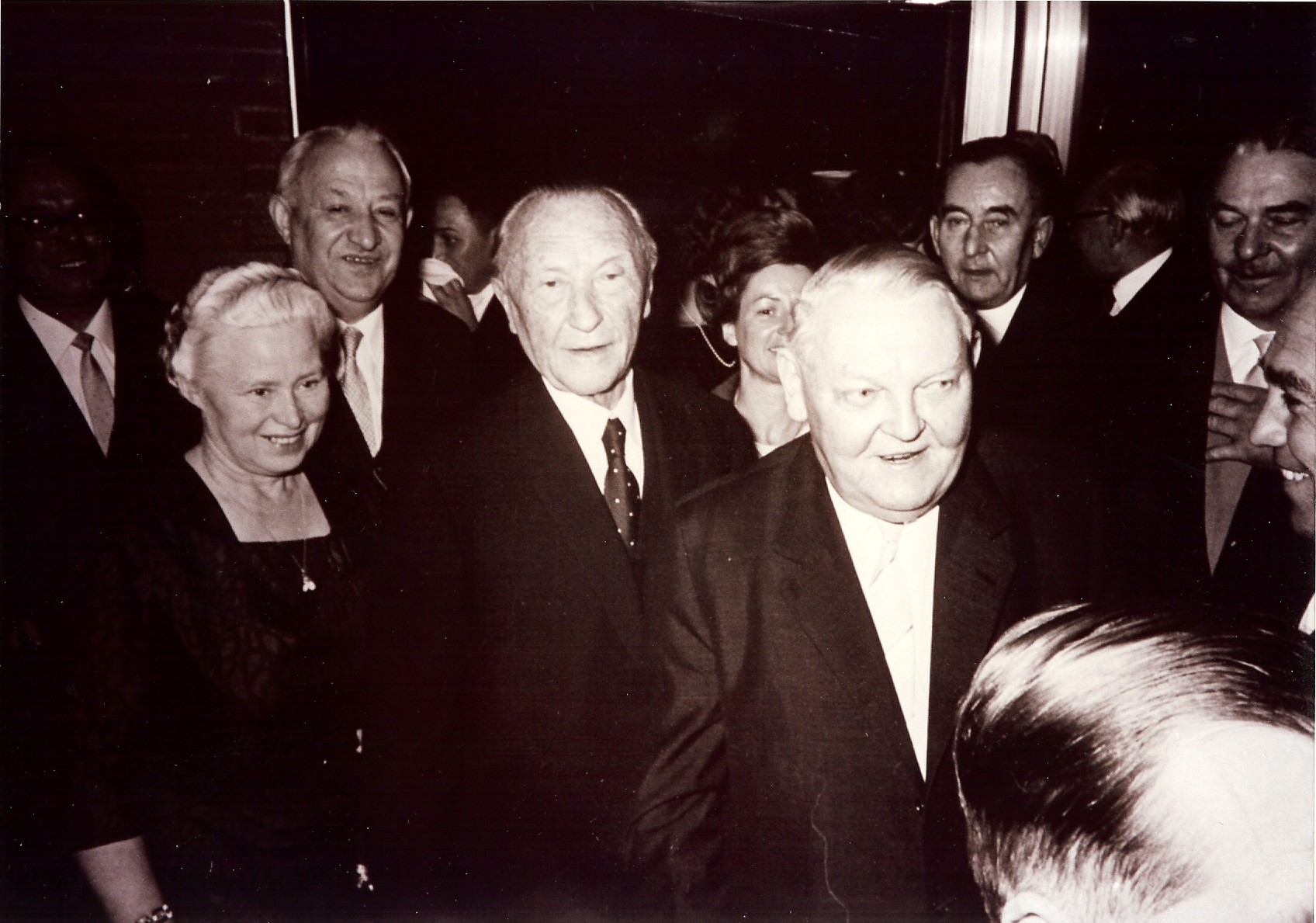
Li. Wilhelm Brese hinter Ehefrau Martha, re. Konrad Adenauer und Ludwig Erhard

## Öffentliche Ämter
Von 1928 bis 1933 und von 1945 bis 1973 war Brese Bürgermeister von Marwede sowie zeitweilig Vorsitzender des Landgemeindetages im Landkreis Celle und Mitglied des Landesvorstandes des Landgemeindetages Hannover.
Als Bürgermeister setzte er sich nach 1945 energisch für die Eingliederung der Flüchtlinge ein und sorgte dafür, dass Marwede die bauliche Gesamterscheinung eines traditionellen Heidedorfes beibehielt.

## Veröffentlichungen
- Erlebnisse und Erkenntnisse des langjährigen Bundestagsabgeordneten Wilhelm Brese von der Kaiserzeit bis heute, Marwede, 1976.
- Marwede – Eine Perle der Südheide
- Geschichte der CDU in Stadt und Landkreis Celle